# Giovanni Galli
Giovanni Galli (29. duben 1958, Pisa, Itálie) je bývalý italský fotbalový brankář. V současnosti je politikem. Je považován za jednoho z nejlepších brankářů 80. let.

## Kariéra

### Klubová
Byl odchovancem Fiorentiny a v roce 1977 začal pravidelně chytat v nejvyšší lize. V sezoně 1981/82 hrál o titul do posledního kola, jenže o bod jej přestihl Juventus. Až do sezony 1985/86, která byla jeho poslední u fialek, byl jedničkou mezi tyčemi. Za dobu co strávil u fialek odchytal celkem 322 utkání.
V létě roku 1986 jej v 28 letech za 5 miliard lir koupil ambiciózní klub Milán. Tady chytal čtyři roky a získal zde celkem šest trofejí. Titul získal v sezoně 1987/88, Italský superpohár (1988), ale hlavně získal dva evropské poháry a to Pohár PMEZ (1988/89, 1989/90). K tomu přidal také evropský superpohár 1989 a Interkontinentální pohár 1989.
V letech 1990 až 1993 byl v klubu Neapol, která jej koupila za 3 miliardy lir. S nimi vyhrál jen Italský superpohár (1990). Poté odešel do Turína a v roce 1994 chytal v Parmě, kde dělal nahrádníka, ale byl součást vítězného mužstva při vítězství v poháru UEFA 1994/95. Po roce se rozloučil a odešel do druholigové Lucchese, kde v roce 1996 ukončil kariéru. V nejvyšší lize odehrál 496 zápasů a inkasoval 440 branek.

### Reprezentační
První zkušenosti z reprezentací měl za národní tým do 20 let, když se dostal do nominace na MS U20 1977, kde sice odchytal všechna tři utkání, ale skončil již ve skupině. 
Další velký turnaj odehrál za národní tým do 21 let, když byl na ME U21 1978, byl vyřazen již ve čtvrtfinále po dvojutkání proti Anglii (1:2 a 0:0). Také  o dva roky později na ME U21 1980 skončil ve čtvrtfinále, kde nestačil na SSSR (1:3 a 0:0).
Za seniorskou reprezentací byl prvně pozván a nakonec i nominován na ME 1980, kde nenastoupil do žádného utkání. Také se dostal na MS 1982, ale ani tady nenastoupil, ale získal zlatou medaili. První utkání tak odchytal 5. října 1983 proti Řecku (3:0). Byl v nominaci na MS 1986, kde již odchytal všechna čtyři utkání, ale vyřazen byl v osmifinále, když nestačil na Francii (0:2).. To byl poslední zápas za národní tým. Celkem nastoupil do 19 utkání a inkasoval 12 branek.

## Po kariéře
Po fotbalové kariéře byl nejprve sportovním ředitelem v klubu Foggia. V roce 2001 byl ve Fiorentině a v roce 2006 měl pozici pozorovatele v Realu Madrid. Na konci roku 2007 byl jmenován na dva měsíce generálním ředitelem ve Veroně. Jeho největším úlovkem byla koupě Jorginha. Posledním angažmá bylo v roce 2014 v Lucchese, kde byl dva roky. Od roku 2009 se věnuje i politice.

## Přestupy
- z Fiorentina do Milán za 2 600 000 Euro
- z Milán do Neapol za 1 550 000 Euro

## Statistika

### Klubová
| Sezóna               | Klub                 | Liga                 | Liga   | Liga       | Ligové poháry | Ligové poháry | Ligové poháry | Kontinentální poháry | Kontinentální poháry | Kontinentální poháry | Celkem | Celkem |
| Sezóna               | Klub                 | Soutěž               | Zápasy | Obdr. Góly | Soutěž        | Zápasy        | Góly          | Soutěž               | Zápasy               | Góly                 | Zápasy | Góly   |
| -------------------- | -------------------- | -------------------- | ------ | ---------- | ------------- | ------------- | ------------- | -------------------- | -------------------- | -------------------- | ------ | ------ |
| 1977/78              | Fiorentina           | Serie A              | 23     | 21         | IP            | 6             | 5             | PU                   | 0                    | 0                    | 29     | 26     |
| 1978/79              | Fiorentina           | Serie A              | 28     | 19         | IP            | 4             | 3             | -                    | 0                    | 0                    | 32     | 22     |
| 1979/80              | Fiorentina           | Serie A              | 30     | 27         | IP            | 3             | 1             | -                    | 0                    | 0                    | 33     | 28     |
| 1980/81              | Fiorentina           | Serie A              | 30     | 25         | IP            | 6             | 3             | -                    | 0                    | 0                    | 36     | 28     |
| 1981/82              | Fiorentina           | Serie A              | 30     | 17         | IP            | 6             | 3             | -                    | 0                    | 0                    | 36     | 19     |
| 1982/83              | Fiorentina           | Serie A              | 30     | 25         | IP            | 5             | 3             | PU                   | 2                    | 3                    | 37     | 31     |
| 1983/84              | Fiorentina           | Serie A              | 30     | 31         | IP            | 9             | 8             | -                    | 0                    | 0                    | 39     | 39     |
| 1984/85              | Fiorentina           | Serie A              | 30     | 31         | IP            | 11            | 6             | PU                   | 4                    | 7                    | 45     | 44     |
| 1985/86              | Fiorentina           | Serie A              | 28     | 22         | IP            | 7             | 4             | -                    | 0                    | -0                   | 35     | 26     |
| Celkem za Florentinu | Celkem za Florentinu | Celkem za Florentinu | 259    | 218        | -             | 57            | 37            | -                    | 6                    | 10                   | 322    | 265    |
| 1986/87              | Milán                | Serie A              | 25     | -16        | IP            | 6             | 2             | -                    | 0                    | 0                    | 31     | 18     |
| 1987/88              | Milán                | Serie A              | 30     | -12        | IP            | 5             | 4             | PU                   | 4                    | 3                    | 39     | 19     |
| 1988/89              | Milán                | Serie A              | 32     | -23        | IP+IS         | 6+1           | 4+1           | PMEZ                 | 9                    | 5                    | 48     | 33     |
| 1989/90              | Milán                | Serie A              | 11     | 12         | IP            | 7             | 3             | PMEZ+ES+IP           | 8+2+1                | 3+1+0                | 29     | 19     |
| Celkem za Milán      | Celkem za Milán      | Celkem za Milán      | 98     | 63         | -             | 25            | 14            | -                    | 24                   | 12                   | 147    | 89     |
| 1990/91              | Neapol               | Serie A              | 33     | 33         | IP+IS         | 6+1           | 4+1           | PMEZ                 | 4                    | 0                    | 44     | 38     |
| 1991/92              | Neapol               | Serie A              | 33     | 40         | IP            | 4             | 3             | -                    | 0                    | 0                    | 37     | 43     |
| 1992/93              | Neapol               | Serie A              | 32     | 49         | IP            | 6             | 3             | PU                   | 4                    | 4                    | 42     | 56     |
| Celkem za Neapol     | Celkem za Neapol     | Celkem za Neapol     | 98     | 122        | -             | 17            | 11            | -                    | 8                    | 4                    | 123    | 137    |
| 1993/94              | Turín                | Serie A              | 31     | 34         | IP+IS         | 7+1           | 2+1           | PVP                  | 6                    | 6                    | 45     | 43     |
| 1994/95              | Parma                | Serie A              | 10     | 6          | IP            | 7             | 4             | PU                   | 0                    | 0                    | 17     | 10     |
| 1995/96              | Lucchese             | Serie B              | 26     | 30         | IP            | 0             | 0             | -                    | 0                    | 0                    | 26     | 30     |
| Celkově              | Celkově              | Celkově              | 522    | -473       | -             | 114           | -67           | -                    | 44                   | -32                  | 680    | -574   |

### Reprezentační

#### Statistika na velkých turnajích
| Reprezentace | Rok     | Zápasy                      | Zápasy | Zápasy      | Zápasy           | Zápasy           | Zápasy   |
| Reprezentace | Rok     | Fáze turnaje                | Datum  | Soupeř      | Odehraných minut | Vstřelené branky | Výsledek |
| ------------ | ------- | --------------------------- | ------ | ----------- | ---------------- | ---------------- | -------- |
| Itálie       | ME 1980 | Neodehrál žádné ze 4 utkání |        |             |                  |                  |          |
| Itálie       | MS 1982 | Neodehrál žádné ze 7 utkání |        |             |                  |                  |          |
| Itálie       | MS 1986 | 1 zápas ve skupině A        | 31. 5. | Bulharsko   | 90               | 0                | 1:1      |
| Itálie       | MS 1986 | 2 zápas ve skupině A        | 5. 6.  | Argentina   | 90               | 0                | 1:1      |
| Itálie       | MS 1986 | 3 zápas ve skupině A        | 10. 6. | Jižní Korea | 90               | 0                | 3:2      |
| Itálie       | MS 1986 | čtvrtfinále                 | 17. 6. | Francie     | 90               | 0                | 0:2      |

## Úspěchy

### Klubové

#### Národní
- vítěz italské ligy (1x)

Milán: 1987/88
- vítěz italského superpoháru (2x)

Milán: 1988

Neapol: 1990

#### Kontinentální
- vítěz poháru PMEZ (2x)

Milán: 1988/89, 1989/90
- vítěz poháru UEFA (1x)

Parma: 1994/95
- vítěz evropského superpoháru (1x)

Milán: 1989
- vítěz interkontinentálního poháru (1x)

Milán: 1989

### Reprezentační
- 2× na MS (1982 - zlato, 1986)
- 1× na ME (1980)
- 1× na MS U20 (1977)
- 2× na ME U21 (1978, 1980)